# Georgskirche (Bad Gandersheim)

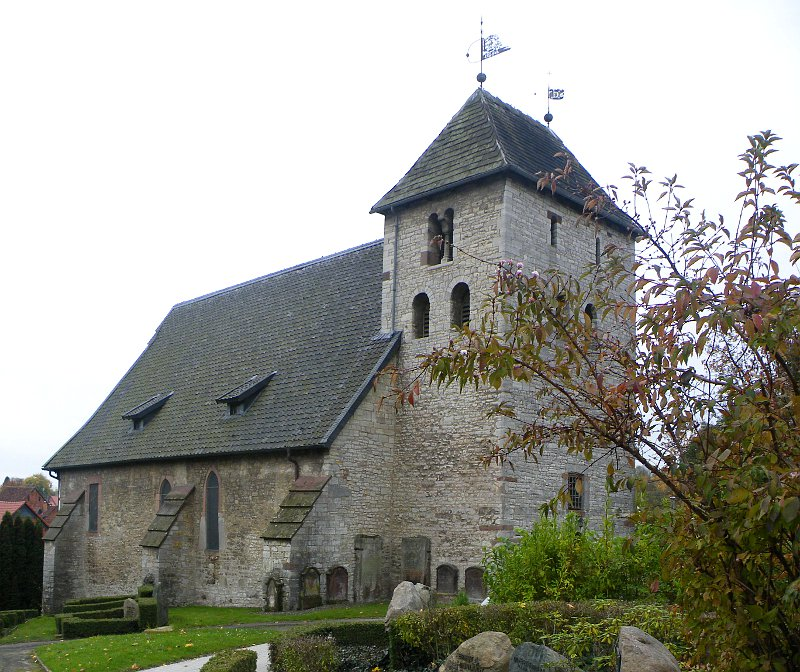
Ansicht von Nordwesten (2012)

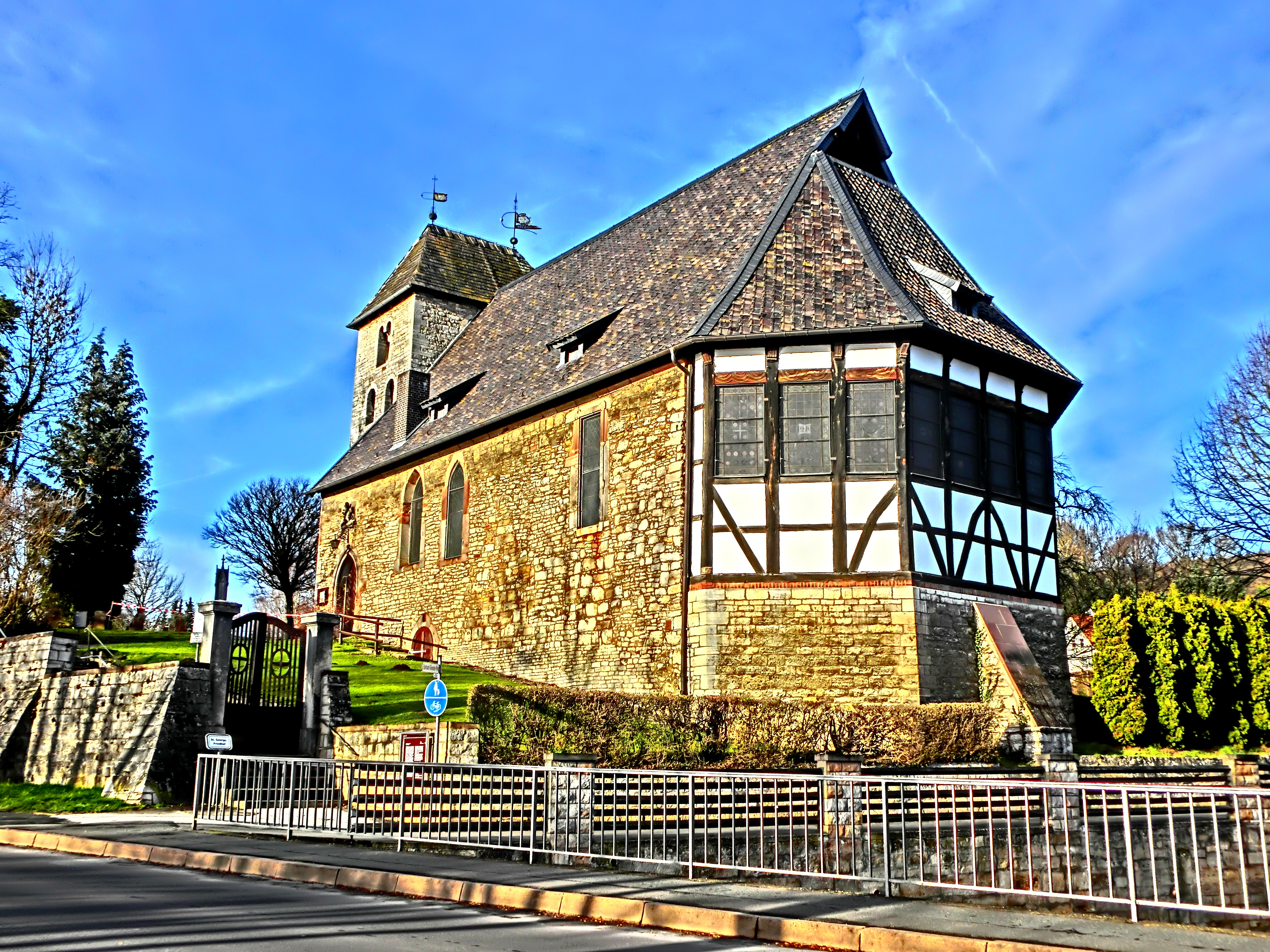
Ansicht von Südosten (2014)

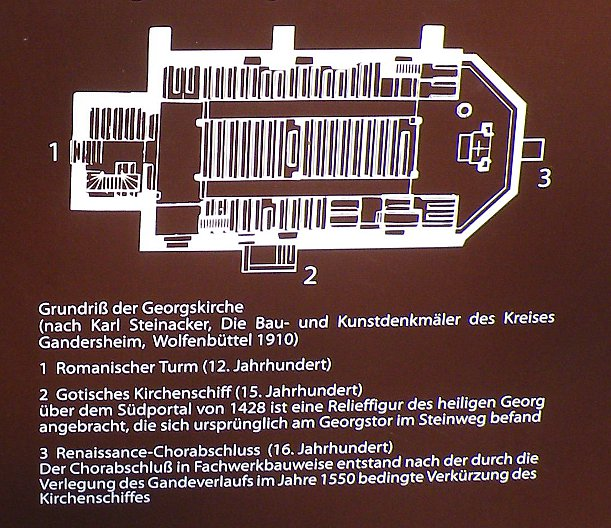
Vereinfachter Grundriss

Die Georgskirche in Bad Gandersheim (Landkreis Northeim, Niedersachsen) ist eine Saalkirche. Sie zeichnet sich durch einen Fachwerkchor und ihre bäuerliche Innenmalerei aus dem 17. Jahrhundert aus.

## Geschichte
Das Alter der St.-Georgs-Kirche ist nicht genau bekannt. Der Chronist Henricus Bodo, ein Mönch des Klosters Clus, datiert in einer Chronik aus den Jahren 1523 bis 1532 den Bau in das 9. Jahrhundert. Urkundlich wird sie erstmals 1196 als Stadtpfarrkirche zur Zeit von Äbtissin Mechthild I. erwähnt. Die Gründung der Klosterkirche Clus geht laut Henricus Bodo auf die St.-Georgs-Kirche zurück.
Das Gotteshaus diente lange Zeit den Gandersheimer Bürgern als Pfarrkirche. Durch den Neubau der Marktkirche St. Mauritius (»Moritzkirche«) am Marktplatz 1376 war sie nicht mehr die einzige Bürgerkirche. 1568 verlor sie vollends ihre Bedeutung als Pfarrkirche, als im Zuge der Reformation die Stiftskirche den Bürgern für den Gottesdienst geöffnet wurde. Auch heute wird die Kirche nicht für den regelmäßigen Gottesdienst genutzt. Es finden dort Konzerte und Trauerfeiern statt.

## Architektur
Das Erscheinungsbild ist alt, gedrungen und wehrhaft. Es besteht aus dem 22 Meter langen und 11 ein halb Meter breiten gotischen Kirchenschiff sowie dem wohl älteren romanischen Turm.
Eine Besonderheit ist die Lage der Kirche außerhalb der Stadtmauer. Als 1550 die Gande umgeleitet wurde, rückte die Stadtmauer bis auf wenige Meter an die Kirche heran. Im Zuge dieser Baumaßnahmen wurde das gotische Kirchenschiff von 1428 verkürzt und mit einem Fachwerkchor versehen. Die Fachwerkkonstruktion sollte einen wehrhaften Bau in unmittelbarer Nähe außerhalb der Stadtmauer beseitigen und somit die Sicherheit der Stadt verbessern.

## Innenausstattung
Der Altar stammt aus den Jahren 1711 bis 1713, kam jedoch erst 1848 aus der Stiftskirche an seinen heutigen Ort. Als Ädikula ist er ein klassizistisches Stilelement. Der Hintergrund des Chorraums zeigt einen aufgemalten Vorhang aus stilisierten Lilien. Das Holzgestühl stammt aus dem Jahr 1591. Es wurde 1676 vom dänischen Maler Magnus Boischuh farbig bemalt. Die Balken der Decke und die tragenden Pfosten vor dem Chorraum sind mit Ornamenten verziert. Vor der linken Säule befindet sich eine Plastik  aus Holz. Sie zeigt den heiligen Georg und stammt aus dem 15. Jahrhundert. Die Stiege zur Empore wird durch einfarbige ornamentale Tiere (Pferd, Vogel) geschmückt. Die Emporenbrüstung ist mit 26 biblischen Szenen bemalt. Der Malstil ist zeitlich dem Barock zuzurechnen, unterscheidet sich jedoch sehr deutlich von der barocken Kirchenmalerei des katholischen Süddeutschlands und erinnert eher an Bauernmalerei.

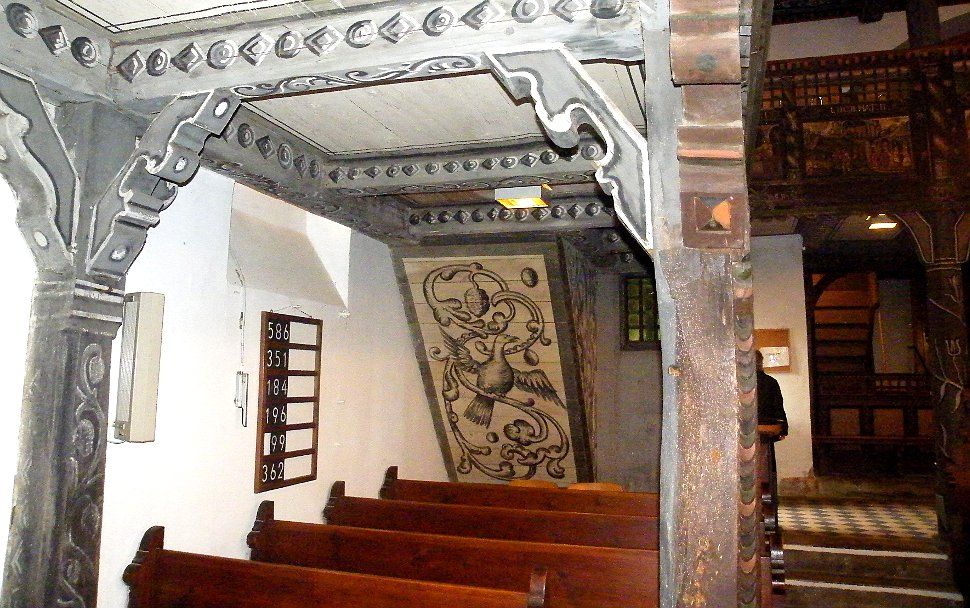
Detail der bemalten Empore

Die Orgel wurde 1997 von der Orgelbaufirma Noeske erbaut, in einem Orgelgehäuse, das teilweise noch aus dem Jahre 1750 stammt. Das Schleifladen-Instrument hat 19 Register auf zwei Manualen und Pedal. Die Spiel- und Registertrakturen sind mechanisch.
| I Hauptwerk C–f3 |            |        |
| 1.               | Prinzipal  | 08′    |
| 2.               | Hohlflöte  | 08′    |
| 3.               | Oktave     | 04′    |
| 4.               | Blockflöte | 04′    |
| 5.               | Octave     | 02′    |
| 6.               | Mixur IV-V | 01 ⁄3′ |
| 7.               | Trompete   | 08′    |

| II Brustwerk C–f3 |                 |        |
| 8.                | Holzgedackt     | 08′    |
| 9.                | Flauto Dolce    | 08′    |
| 10.               | Rohrflöte       | 04′    |
| 11.               | Waldflöte       | 02′    |
| 12.               | Quinte          | 01 ⁄3′ |
| 13.               | Sesquialtera II | 02 ⁄3′ |
| 14.               | Scharff II-IV   | 01′    |
| 15.               | Vox humana      | 08′    |
|                   | Tremulant       |        |

| Pedal C–f1 |          |     |
| 16.        | Subbass  | 16′ |
| 17.        | Gemshorn | 08′ |
| 18.        | Posaune  | 16′ |
| 19.        | Trompete | 08′ |

- Koppeln: II/I, I/P, II/P.
- Effektregister: Nachtigall, Zimbelstern